# 아이스테이션 M43
아이스테이션 M43(i-STATION M43)은 아이스테이션이 2007년 6월 18일에 출시한 포터블 미디어 플레이어이다.
CPU는 MIPS계열의 AMD/RMI사의 알케미 AU1250 600MHZ를 사용했고, OS로는 윈도우 CE 5.0 Core가 탑재되어 있다. 사용 용도에 따라 아카데미, 스탠더드, 내비게이션으로 나뉜다. 기본적인 동영상이나 오디오 재생성능은 동일하지만 아카데미버전의 경우 지상파 DMB수신기능이 빠져있고, 스탠더드 버전의 경우 내비게이션 기능이 빠져있다. 내비게이션 버전의경우 M43의 모든 기능이 구현되며..내비게이션용 전자지도 프로그램으로 시터스사의 루센맵이 기본제공된다.
이전제품(T43, 넷포스1)에서 문제가 되었던부분이 상당부분 개선되기도 했다. 특히, 기본 제공되는 배터리의 용량이 이전제품인 넷포스보다 늘어나서 동영상 재생시 5시간정도의 구동성능을 보여주며, MP3감상시 역시 10시간이상 연속 재생되도록 배터리와 전원 관리 성능이 많이 보강되었다.
특히 이전제품인 넷포스1에서 소비자들의 원성을 샀던 이어폰 연결단자 역시 3.5파이 표준단자로 교체가 되었다.
2008년 8월에는 후속모델로 M43 시즌2라는 제품이 홈쇼핑회사인 GS이숍을 통해서 발매되었다.

## 제품 정보
규격
크기 148(W) x 78(H) x 23.9(D) mm
중량 340g (배터리포함)
용량 HDD 30G/60G
디스플레이(LCD) 4.3인치 WQVGA TFT-LCD (480X272) (1600만컬러)
인터페이스 USB 2.0
OS  종류 윈도우 CE 5.0
CPU / RAM RMI Alchemy Au1250 600Mhz

전원 배터리형식 착탈식 리튬폴리머 5000mAh
재생시간 동영상: 7시간, 오디오: 10시간
비디오 비디오코덱 MPEG1/2, MPEG-4, DivX, Xvid, WMV7/8 (480x272), WMV9 (720x480)
TV출력 Composite / S-Video / Component
오디오 오디오코덱 MP3, WMA, AC3, OGG(Q10까지 지원), WAV, MSADPCM, AAC, FLAC, APE
음장/EQ Normal / Classic / Rock / Hiphop / Jazz / Pop / R&B / User1~3
전자사전 영어사전 YBM시사 올인올 영한/한영, Chambers 영영사전
한중일사전 YBM 시사 올인올 중한/한중, YBM 시사 엘리트 일한사전, 민중서림 엣센스 한일사전, YBM 시사 대한민국 나라말 국어사전
부가기능 DMB 지상파 DMB
이미지뷰어 JPEG, BMP, PNG, RAW
뷰어 E-BOOK, 코믹구루, 오피스뷰어
USB호스트 USB 2.0
PIMS(전자수첩) 메모장, 계산기, 세계시간, 도량환산
내비게이션 루센

## 세부 모델
세부 모델과 각 모델별 차이는 아래와 같다.
| 모델명           | 전자사전                                                  | DMB        | TV-Out | 내비게이션 |
| ---------------- | --------------------------------------------------------- | ---------- | ------ | ---------- |
| M43 Academy      | 별매                                                      | 미지원     | 미지원 | 미지원     |
| M43 Academy Plus | 한국어사전, 영어사전                                      | 미지원     | 미지원 | 미지원     |
| M43 DIC Plus     | 한국어사전, 영어사전, 일본어사전, 중국어사전, 한자사전 등 | 미지원     | 지원   | 미지원     |
| M43 Standard     | 영어사전                                                  | 지상파 DMB | 지원   | 미지원     |
| M43 Navi         | 영어사전                                                  | 지상파 DMB | 지원   | 지원       |